# Spermacoce manikensis
Spermacoce manikensis là một loài thực vật có hoa trong họ Thiến thảo. Loài này được Dessein mô tả khoa học đầu tiên năm 2002.